# Sistemas de medición angular
Se entiende por sistemas de medición angular a la clase de mediciones sobre un arco de circunferencia en un plano. Son un capítulo básico en el estudio de la trigonometría, para comprender  estos sistemas se debe saber  el concepto de ángulo trigonométrico.
En este sistema de medición angular utilizamos el ángulo como posición de vértice en ángulo C. Por ejemplo: el ángulo C es un vértice 0 que se suma a la circunferencia de C+A que llega a un total de C+A= 360° al cuerpo de otros.

## Ángulo trigonométrico
Es una figura formada por la rotación de un rayo alrededor de un punto fijo (llamado vértice), desde una "posición inicial" llamado lado inicial, hasta una "posición final" denominado lado final (o lado terminal). Este ángulo puede superar el orden de los 360° a diferencia del ángulo geométrico…
Existen variedades y cosas de 
definiciones del ángulo trigonométrico: sexagesimal.
- Ángulo positivo: El rayo gira en sentido antihorario.
- Ángulo negativo: El rayo gira en sentido horario.
- Ángulo nulo: El rayo no gira.
- Ángulo de una vuelta: El rayo gira 360º.
- Ángulo de dos vueltas: Dos rayos 720º.
- Ángulo de tres vueltas: 1080º.

## Sistemas de medición
- Sistema circular:[1]  es un ángulo con vértice en el centro de una circunferencia y cuyos lados abarcan un arco de longitud igual al radio de la circunferencia;  en este sistema se le conoce como medida angular unidad el radián, con abreviatura rad. Se utiliza en geometría, cálculos y análisis matemático.
- Sistema sexagesimal: sistema de 360°, su unidad es el grado sexagesimal (º); cada grado a su vez se divide en 60 partes iguales llamadas minutos (´),  y cada una de estas se divide a su vez en 60 partes iguales llamadas segundos (").
- Sistema centesimal: sistema de 400 grados; su unidad es el grado centesimal (g ) Estos se dividen pero tomando en cuenta: 1 grado (g) igual a 100 minutos (m) y 1 minuto en 100 segundos (s).